# Ильино (Калининградская область)
Ильино — посёлок в Гусевском городском округе Калининградской области России.

## География
Посёлок находится в восточной части Калининградской области, на автодороге 27А-027, на расстоянии 7 км (по прямой) к северо-востоку от города Гусев, административного центра округа.

### Часовой пояс
Посёлок Ильино, как и вся Калининградская область, находится в часовой зоне МСК−1. Смещение применяемого времени относительно UTC составляет +2:00.

## История
В 1947 году указом Президиума Верховного Совета РСФСР деревне Бумбельн (нем. Bumbeln) присвоено наименование посёлок Ильино.

## Население
| 1910 | 1933 | 1939 | 2002 | 2010 |
| ---- | ---- | ---- | ---- | ---- |
| 195  | ↘140 | ↗181 | ↘46  | ↘38  |